# Robledo de Corpes
Robledo de Corpes – gmina w Hiszpanii, w prowincji Guadalajara, w Kastylii-La Mancha, o powierzchni 41,11 km². W 2011 roku gmina liczyła 71 mieszkańców.